# Хиршберг (Бергщрасе)
Хиршберг на Бергщрасе (на немски: Hirschberg an der Bergstraße) е община с 9 920 жители (към 31 декември 2019) в северозападен Баден-Вюртемберг, Германия. Намира се на пътя „Бергщрасе“ в район Карлсруе в района Рейн-Некар.
Днешната община се създава през 1975 г. чрез обидененито на общините Гросзаксен и Лойтерсхаузен на Бергщрасе.
Най-блзките големи градове са Хайделберг на дванадесет километра южно и Манхайм на 16 км западно.